# Tower 49
Tower 49® ist ein Wolkenkratzer in Manhattan in New York City. In dem Büroturm ist neben den Büroeinheiten mit der „Tower49 Gallery“ in der Hauptlobby eine Kunstausstellung untergebracht. 

## Beschreibung
Das Gebäude befindet sich in Midtown Manhattan mittig in einem Stadtblock, der im Norden von der East 49th Street, im Osten von der Madison Avenue, im Süden von der East 48th Street und im Westen von der Fifth Avenue begrenzt ist. Unmittelbar westlich liegt das Rockefeller Center. Bekannte Nachbargebäude sind nördlich das Kaufhaus Saks Fifth Avenue und die St. Patrick’s Cathedral. Den Platz zwischen dem Büroturm und der Fifth Avenue nimmt der Flagship-Store von Puma ein.
Das 187,4 Meter hohe Büro-Hochhaus wurde von Skidmore, Owings and Merrill geplant und besitzt 45 Stockwerke. Gegenüber vielen anderen Hochhäusern macht der Tower 49 vor allem durch seine Grundrissform auf sich aufmerksam und ist bis heute einer der höchsten Wolkenkratzer in Midtown Manhattan. Er ähnelt wegen der grünen Fassade an den in derselben Dekade errichteten nahezu gleichhohen und nur unweit entfernten Park Avenue Plaza. Tower 49 ist sowohl an der 48th Street als auch an der 49th Street etwas von der Straße zurückversetzt errichtet worden. Die beiden so entstandenen Plätze bilden die Zugänge zum Gebäude und sind mit Sitzgelegenheiten und Bepflanzung versehen. Der Haupteingang befindet sich in der 49th Street.
Zu den Mietern zählen die Major League Baseball Players Association, die Gewerkschaft für Baseballspieler, die hier ihren Hauptsitz hat, und die schwedische Technikfirma Axis Communications, eine Tochterfirma des japanischen Unternehmens Canon. Tower 49® ist eines der wenigen Gebäude, dessen offizieller Name ein eingetragenes Markenzeichen trägt.

## Tower 49 Gallery
Die 1992 gegründete „Tower 49 Gallery“ richtet in Zusammenarbeit mit Künstlern Langzeitausstellungen aus. Meist organisiert und katalogisiert ein Kurator eine Ausstellung. Das Konzept der Galerie besteht darin, der Öffentlichkeit die Möglichkeit zu geben, Kunst zu genießen und Kunstwerke an einem Ort auszustellen, an dem Menschen leben und arbeiten.

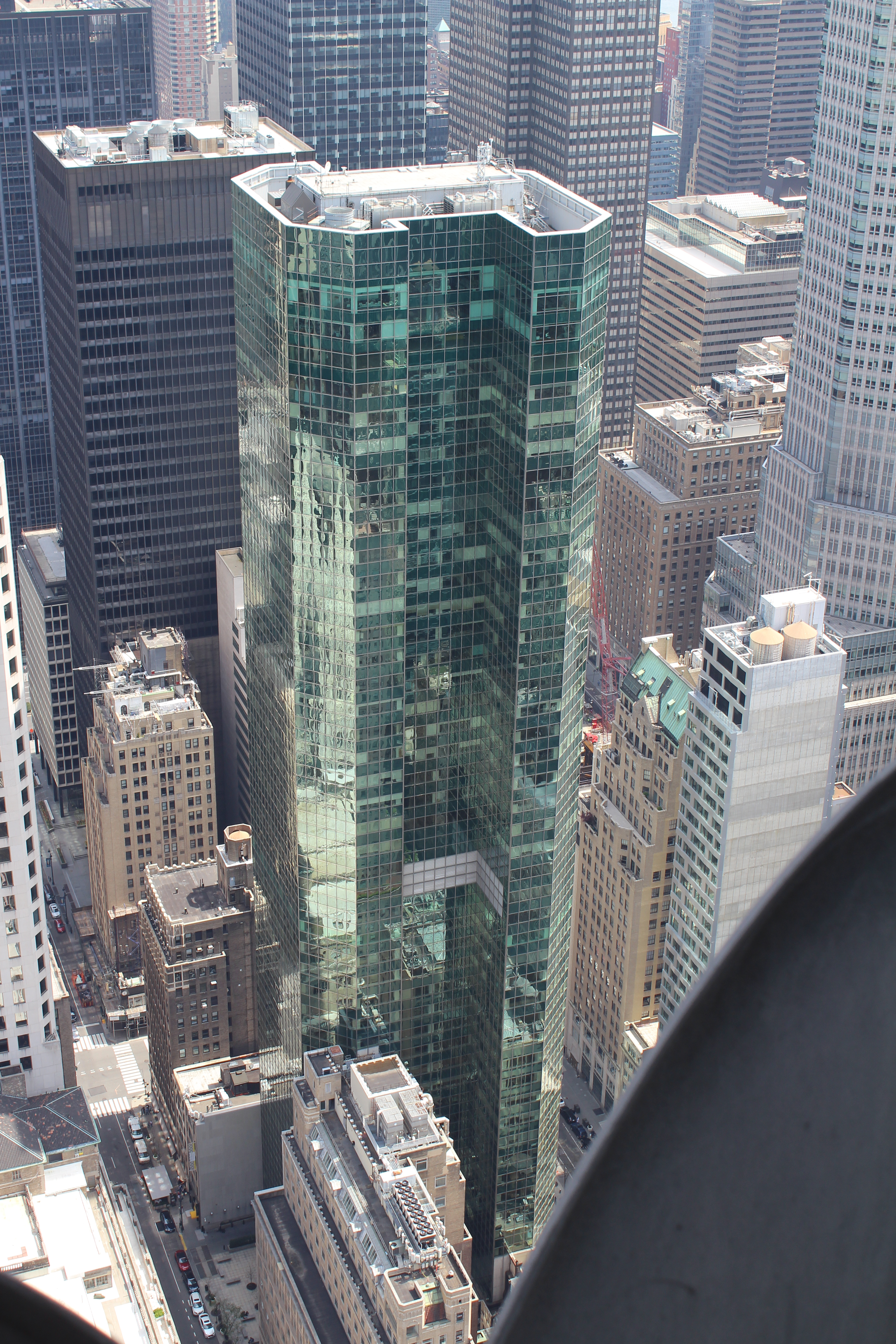
Blick vom Top of the Rock 2021